# Vanessa pallida
Vanessa pallida är en fjärilsart som beskrevs av Fritsch 1913. Vanessa pallida ingår i släktet Vanessa och familjen praktfjärilar. Inga underarter finns listade i Catalogue of Life.